# Un buen día
«Un buen día» es un en sencillo del álbum de Los Planetas Unidad de desplazamiento.
Es el primer disco del grupo que recoge una letra de una canción (la del tema principal).

## Lista de canciones
1. Un buen día 03:48
2. Todo lo de hoy 04:32

## Versión para la radio
Existe una versión editada de Un buen día para su emisión en radiofórmulas en la que la frase "he estado con Eric hasta las seis y nos hemos metido cuatro millones de rayas" se cambia por "he estado con Eric hasta las 6 y he leído en El Marca que se ha lesionado el de rayas".

## Relación con Gaizka Mendieta
En la letra se menciona al futbolista Gaizka Mendieta, creando una relación entre éste y el grupo que se tradujo en una sesión de fotos conjunta en el Camp Nou organizada por la revista Rockdelux y por la subida al escenario de Gaikza con la banda en el Festival Internacional de Benicasim de 2015.
Jota, compositor de la canción, declara que la misma "está hecha de recuerdos. Aquel año que compuse la canción a Mendieta le dio por marcar goles increíbles. Recordaba uno que marcó contra el Atlético (final de Copa de 1999) tras un sombrero. Y otro en el que empalmó el balón desde fuera del área tras un córner (frente al Barcelona en los cuartos de final de la misma competición). Me refería en realidad a aquellos goles de Mendieta en el Valencia aquel año. A él ya lo conocía. Era amigo nuestro, venía a los conciertos y teníamos amigos en común".

## Reediciones
En 2005 se incluyó, en formato CD, en la caja Singles 1993-2004. Todas sus caras A / Todas sus caras B (RCA - BMG). El cofre se reeditó, tanto en CD como en vinilo de 10 pulgadas, por Octubre / Sony en 2015.
En 2015 Octubre publica el sencillo en vinilo de siete pulgadas en una edición de 500 copias.

## Videoclip
El vídeo promocional fue dirigido por Marc Lozano y Rubén Latre para Les Nouveaux Auteurs. Se rodó el campo de golf Sant Joan (Barcelona). 
Está disponible como pista multimedia en la segunda edición de Unidad de desplazamiento, en el VHS Los Planetas. Videografía (viacarla.com, 2000), como contenido extraordinario de Encuentro con entidades DVD (RCA - BMG 2002), en el DVD que acompañaba al sencillo Corrientes circulares en el tiempo (RCA - BMG 2002) y en el DVD Principios básicos de Astronomía (Octubre - Sony Music Entertainment 2009).

## Versiones deUn buen día
- El grupo argentino Los Pérez García ofrece su visión de Un buen día, incluida en el álbum, Santo remedio (Universal Music Argentina S.A., 2007).[7]
- Sugarcrush publican en 2022 Un mal día, "con una base de indie rock melódico para darle la vuelta al mítico Un buen día de Los Planetas".[8]
- Jota, compositor de la canción, hace una revisión de la misma en Arrebato (un buen día para Iván), incluida en su disco de debut como J Plena pausa (El Ejército Rojo, 2023), en el que musicaliza cortos del cineasta Iván Zulueta.[9]

## Otros
La canción da título a Un buen día (Indie español para peques) (MacLein y Parker, 2020), un libro infantil, escrito por Ozantoño Torres e ilustrado por Irene Suárez que repasa algunas de las bandas que han marcado la historia del indie español, desde finales de los ochenta hasta la segunda década del siglo XXI.